# Belgirate
Belgirate är en ort och kommun i provinsen Verbano Cusio Ossola i regionen Piemonte i Italien. Kommunen hade 503 invånare (2018).